# 辛·玛吉尔
辛·玛吉尔（约公元前1827年—约公元前1817年在位）（英語：Sin-magir）伊辛国王。其妾那图普彤为表达对他的崇拜而捐钱为他新建庙宇。